# گیلمار لوباتو دا روخا
گیلمار لوباتو دا روخا (به پرتغالی: Gilmar Lobato da Rocha) هافبک اهل برزیل است که در شهر ناتال و در تاریخ ۱۷ اکتبر ۱۹۷۳ به دنیا آمده‌است.
گیلمار لوباتو دا روخا در تیم‌های فوتبال Alecrim سابقهٔ حضور دارد.